# Махтумкулийский этрап
Махтумкулийский этрап (туркм. Magtymguly etraby) — этрап в Балканском велаяте Туркменистана.
Образован в январе 1926 года как Кара-Калинский район Полторацкого округа Туркменской ССР с центром в крепости Кара-Кала.
В августе 1926 был упразднён Полторацкий округ, и Кара-Калинский район перешёл в прямое подчинение Туркменской ССР.
В ноябре 1939 Кара-Калинский район отошёл к новообразованной Ашхабадской области.
В мае 1959 Ашхабадская область была упразднена и район перешёл в прямое подчинение Туркменской ССР.
В январе 1963 Кара-Калинский район был упразднён, но уже в декабре 1965 восстановлен.
В декабре 1973 район был передан в Красноводскую область.
В августе 1988 район был упразднён.
В 1990-е годы Кара-Калинский район был восстановлен и вошёл в состав Балканского велаята, был переименован сначала в Каракалинский этрап, а в 2005 году в Махтумкулийский этрап.